# Pieve di Bono-Prezzo
Pieve di Bono-Prezzo (La Piev da Bon-Preč in dialetto locale) è un comune italiano di 1 446 abitanti della provincia autonoma di Trento in Trentino-Alto Adige.
Il comune sparso è stato istituito il 1º gennaio 2016 per fusione dei territori comunali di Pieve di Bono e Prezzo. La sede municipale si trova a Creto, già capoluogo del comune di Pieve di Bono.

## Storia

### Simboli
Lo stemma ed il gonfalone del nuovo Comune di Pieve di Bono-Prezzo sono stati adottati dal consiglio comunale con delibera del 13 dicembre 2017 e approvati con D.G.P. del 2 febbraio 2018, n. 137.
Stemma
e sotto, in caratteri più piccoli, sempre in nero: "(Provincia di Trento)".»
(D.G.P. 02/02/2018)
Gonfalone
(D.G.P. 02/02/2018)

## Monumenti e luoghi d'interesse

### Architetture religiose
- Chiesa di Santa Giustina, nella frazione di Creto
- Chiesa di Sant'Antonio Abate, nella frazione di Agrone
- Chiesa di San Giacomo Maggiore, nella frazione di Prezzo.

### Architetture militari
- Castel Romano, castello medievale nella frazione di Por.

## Società

### Evoluzione demografica
Abitanti censiti

## Amministrazione
| Periodo         | Periodo       | Primo cittadino | Partito      | Carica                  | Note   |
| --------------- | ------------- | --------------- | ------------ | ----------------------- | ------ |
| 1º gennaio 2016 | 8 maggio 2016 | Anita Binelli   |              | Commissario prefettizio | [ 9 ]  |
| 9 maggio 2016   | in carica     | Attilio Maestri | Lista civica | Sindaco                 | [ 10 ] |